# Chthonius onaei
Espèce
Chthonius onaei est une espèce de pseudoscorpions de la famille des Chthoniidae.

## Distribution
Cette espèce est endémique de Croatie. Elle se rencontre dans les Omiška Dinara à Podašpilje vers Omiš.

## Description
Le mâle holotype mesure 1,86 mm et la femelle paratype 2,30 mm.

## Publication originale
- Ćurčić, Dimitrijević, Rađa, Ćurčić & Milinčić, 2010 : Chthonius (Chthonius) onaei n. sp.(Chthoniidae, pseudoscorpiones), a new epigean species from Croatia. Acta Zoologica Bulgarica, vol. 62, no 2, p. 494-499.